# کمدی‌های کیهانی
کمدی‌های کیهانی (به ایتالیایی: Le Cosmicomiche) یک مجموعه داستان کوتاه نوشتهٔ ایتالو کالوینو است که اولین بار در سال ۱۹۶۵ میلادی چاپ شد. داستان‌های این مجموعه، خیال‌پردازی‌های مبهوت کننده‌ای حول حقایق علمی شناخته شده هستند. راوی داستان‌ها موجودی ازلی به نام Qfwfq - نامی واروخوانهای - است و داستان‌ها خاطرات او از وقایعی در تاریخ جهان هستی هستند. این کتاب در سال ۱۳۸۰ توسط موگه رازانی از فرانسه به فارسی ترجمه شده و توسط نشر نادر انتشار یافته‌است.

## فهرست داستان‌ها
- فاصله ماه
- در سپیده‌دم
- علامتی در فضا
- همه در یک نقطه
- بدون رنگ
- بازی‌های بی‌پایان
- دایی آبزی
- چقدر شرط می‌بندی؟
- دایناسورها
- شکل فضا
- سالیان نوری
- مارپیچ